# Caspar Mathias Spoo

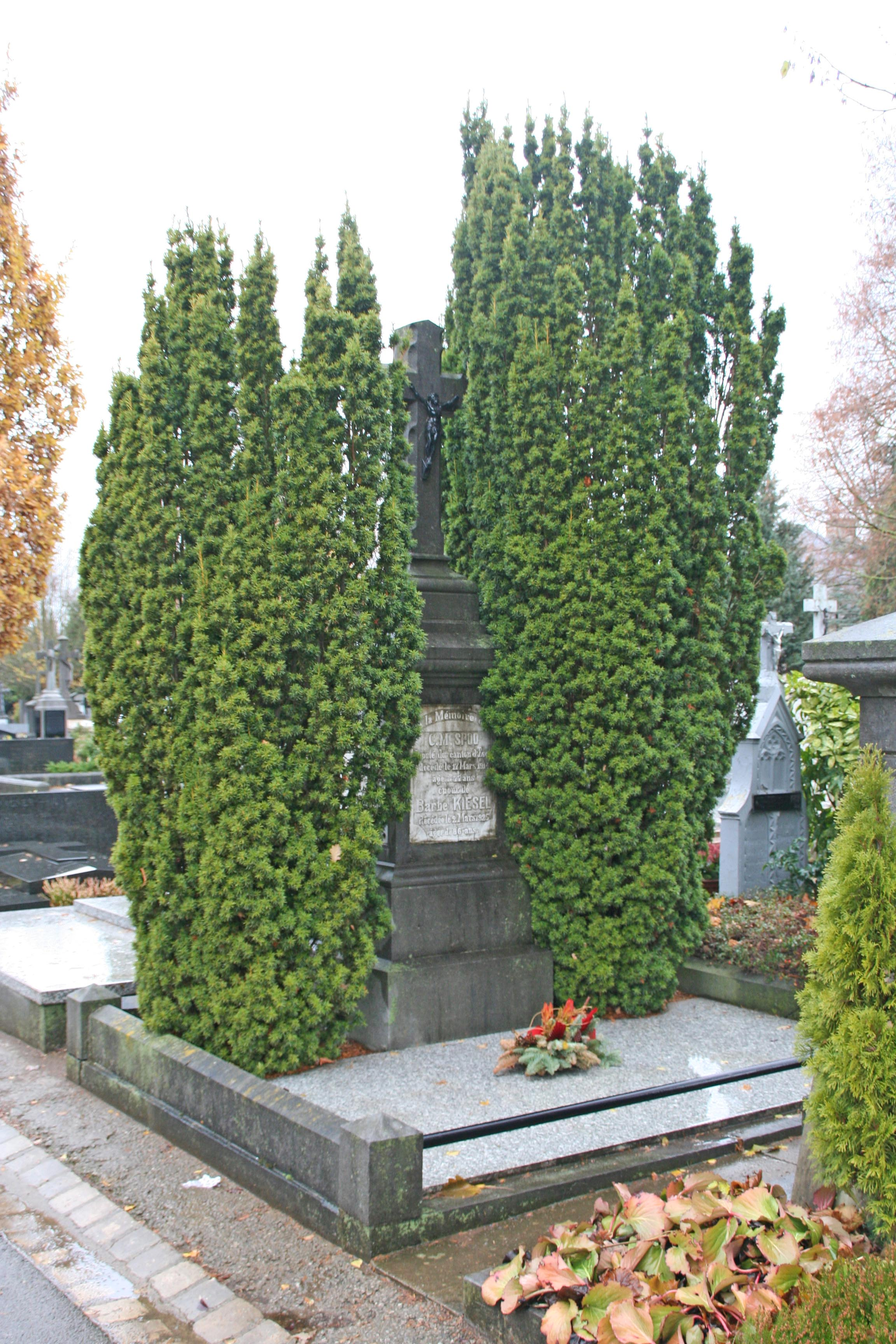
Das Grab in Esch-sur-Alzette

Caspar Mathias Spoo (* 7. Januar 1837 in Echternach; † 17. März 1914 in Esch-sur-Alzette) war ein luxemburgischer Industrieller und Politiker.
Von 1896 bis zu seinem Tode 1914 Abgeordneter in der Chambre des Députés, setzte er sich dafür ein, dass die Abgeordneten ihre Reden in Luxemburgisch halten dürfen. Dies wurde aber erst nach Ende des Zweiten Weltkriegs erreicht.
Gemeinsam mit André Duchscher hat er die Société Duchscher Frères et Spoo in Wecker gegründet.
In Esch-sur-Alzette hat er darauf die Maschinenfabrik Spoo & Co. begründet.